# Beto Nervio contra las fuerzas del mal
 Beto Nervio contra las fuerzas del mal  es una película de Argentina filmada en Eastmancolor dirigida por Miguel Bejo sobre su propio guion escrito en colaboración con Jorge Hayes y Román García Azcárate  con textos de Edgardo Cozarinsky sobre el argumento de Miguel Bejo y Jorge Hayes
que se produjo en 1978 y nunca fue exhibida comercialmente. Está basada en el personaje de historieta Vito Nervio, creado por Mirco Repetto en la revista Patoruzú, que más adelante tuvo también como dibujantes a Leonardo Wadel y Alberto Breccia y sus actores principales son Jorge Hayes, Román García Azcárate y Rubén Szuchmacher. Tuvo los títulos alternativos de Nervio super-super y la noche negra del mundo, Beto Nervio contra el poder de las tinieblas o Beto Nervio y la la noche negra del mundo.
El filme fue exhibido en los Festivales de Locarno, Róterdam, Mannheim y Cannes de 1981 y en los de Benalmádena y Amiens de 1982. También en la 18° edición del Festival de Cine de Mar del Plata.

## Producción
Aproximadamente entre 1970 y 1974, un pequeño grupo de amigos, que ellos mismos denominaron Underground con un interés común: por una manera distinta de ver el cine y de asumirlo radicalmente que los diferenciaban tanto de la industria tradicional como de los otros grupos contemporáneos. Allí estaban Edgardo Cozarinsky, Rafael Filippelli, Hugo Gil, Bebe Kamin, Edgardo Kleinman, Néstor Lescovich y Julio Ludueña. Sobre esa época Bejo repetía una frase de Filippelli acerca de las películas que les gustaban: ‘Si eso es cine entonces lo que nosotros hacemos debe ser otra cosa’ y agrega:

"Hay tantas cosas en las que creíamos y que están definitivamente enterradas que me faltan las referencias para situar (sus) películas –y otras de mis amigos de entonces– como tales. Pero, en fin, esos objetos están fotografiados en una gelatina de bromuro de plata sobre un soporte de celuloide que pasa la velocidad de 24 imágenes por segundo en un proyector: entonces, digamos que son películas cinematográficas. Por el resto, confieso que desde hoy y aquí me cuesta hablar de aquella época sin preguntarme si no habré imaginado todo aquello”.

En el Festival de Mannheim de 1972 el parecido físico con Clark Kent de uno de los integrantes del jurado despertó en Bejo el interés por realizar un filme que se vinculara al mundo de la historieta en el cual admiraba especialmente al Flash Gordon de Alex Raymond y al Vito Nervio de Breccia. Fue así que Bejo concibió la idea para su segundo largometraje,  Beto Nervio contra las fuerzas del mal , que rodó entre septiembre de 1978 y enero de 1979. Después tomó el negativo y se instaló en París, Francia,  gracias al productor alemán Volker Schlöndorff, quien junto con Anatole Dauman le consiguieron la sala de montaje que pertenecía a Chris Marker y a la montajista Christine Aya para que terminara Beto Nervio, un objeto que consideró inclasificable pues no era un panfleto político, no era bello ni tenía estrellas, estaba hecho a las trompadas.

## Sinopsis
Narrada en tono de policial negro, su protagonista es un detective de historieta que es contratado en Subterra, un país de fantasía del mundo real por una pareja para investigar una serie de asesinatos, para lo cual concurre con Mark Dent, alias Super-Super, a Expovaca, una megaexposición internacional montada por los gobernantes para distraer al pueblo.

## Reparto
- Jorge Hayes …Beto Nervio
- Román García Azcárate
- Rubén Szuchmacher
- Denni De Biaggi
- Ingrid Pelicori
- Alfredo Martone
- Alberto Catena
- Sergio Poves Campos
- Claudia Schwartz
- Susana Yasán
- Roberto Scheuer
- Carlos Bermejo

## Comentarios
Alberto Tabbia en Convicción  escribió:

«Ejemplo de cine pobre que en vez de disimular sus límites materiales procura valorizarlos.»

A propósito de la película Miguel Bejo decía en la nota del diario Convicción:

«Toda noción de realismo que ignore lo imaginario, empobrece y censura la realidad de nuestra experiencia y por lo tanto mutila al hombre.»

Paula Wolkowicz opina:

« De forma alegórica… se vislumbran ciertos núcleos semánticos (la familia como la institución perversa de la sociedad burguesa, la conformación de un espacio totalitario, represivo y asfixiante, el cuerpo como víctima del poder represivo) que dejan en evidencia la fuerte crítica a las instituciones, al poder político de turno y a las hipocresías de una sociedad patriarcal y autoritaria.»